# Cadre-71/2-Europameisterschaft 1968

Logo CEB (ausrichtender Verband)

Veranstaltungsort: Tarragona

Die Cadre-71/2-Europameisterschaft 1968 war das 23. Turnier in dieser Disziplin des Karambolagebillards und fand vom 18. bis zum 21. September 1968 in Tarragona statt. Es war die vierte Cadre-71/2-Europameisterschaft in Spanien.

## Geschichte
Raymond Ceulemans gewann im spanischen Tarragona ungeschlagen seinen dritten Titel im Cadre 71/2 und verwies Titelverteidiger Jean Marty auf Platz zwei. Zum zweiten Mal nach 1965 wurde Johann Scherz Dritter. Dieter Müller konnte sich um zwei Plätze auf sechs nach 1967 verbessern.

## Turniermodus
Hier wurde im Round Robin System bis 300 Punkte gespielt. Es wurde mit Nachstoß gespielt. Damit waren Unentschieden möglich.
Bei MP-Gleichstand wird in folgender Reihenfolge gewertet:
1. MP = Matchpunkte
2. GD = Generaldurchschnitt
3. HS = Höchstserie

## Abschlusstabelle

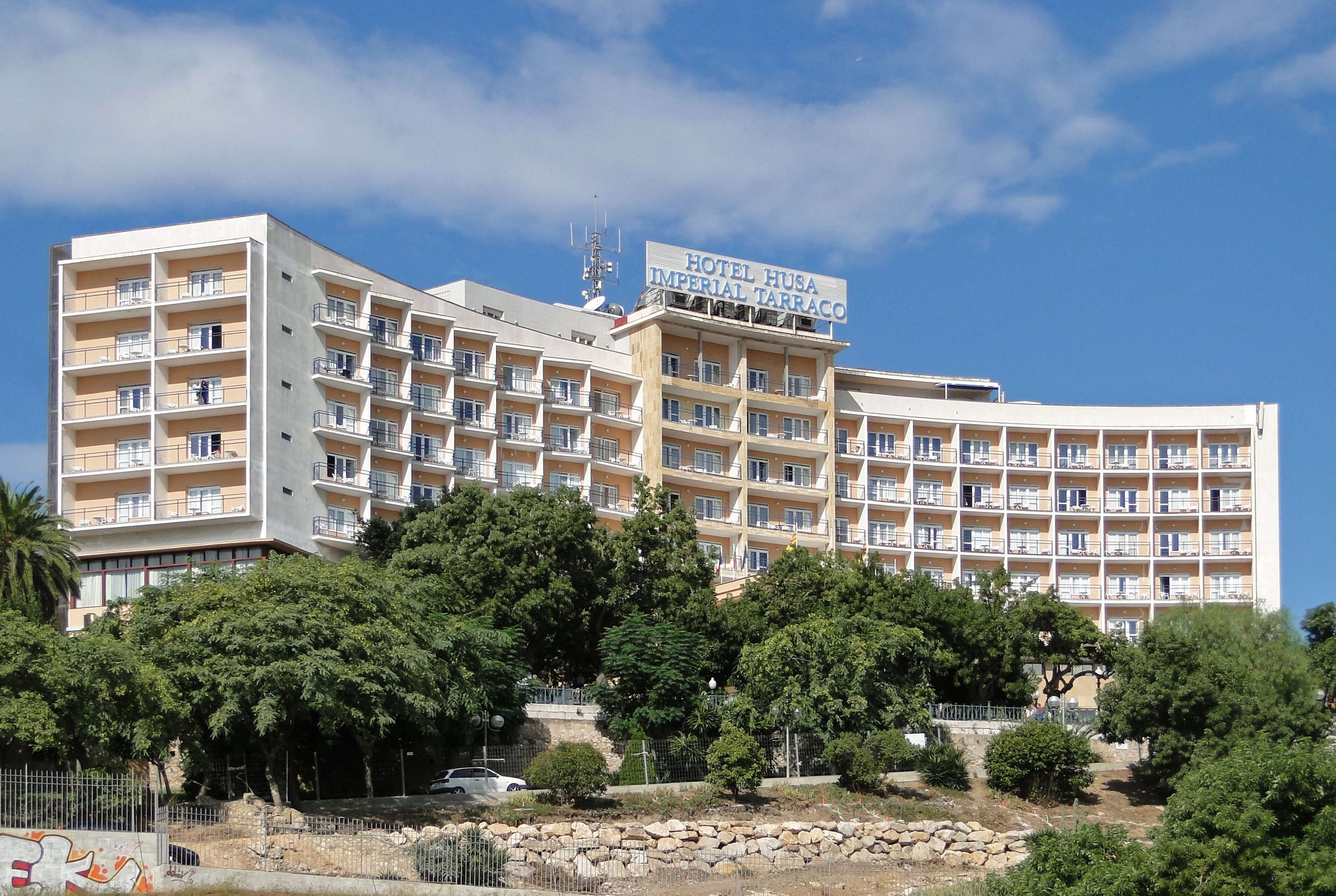
Hotel Husa Imperial Tarraco

| MP    | Match Points (Sieger = 2; Unentschieden = 1; Verlierer = 0) |
| Pkte. | Erzielte Karambolagen                                       |
| Aufn. | Benötigte Versuche                                          |
| GD    | Generaldurchschnitt                                         |
| BED   | Bester Einzeldurchschnitt eines Spielers                    |
| HS    | Höchstserie                                                 |
|       | Bester GD des Turniers                                      |
|       | Bester ED des Turniers                                      |
|       | Beste HS des Turniers                                       |
|       | 1. Platz (Gold)                                             |
|       | 2. Platz (Silber)                                           |
|       | 3. Platz (Bronze)                                           |

| Platz                      | Name              | MP   | Pkte. | Aufn. | GD    | BED    | HS  |
| -------------------------- | ----------------- | ---- | ----- | ----- | ----- | ------ | --- |
| 1                          | Raymond Ceulemans | 14:0 | 2100  | 71    | 29,57 | 42,85  | 206 |
| 2                          | Jean Marty        | 10:4 | 1899  | 57    | 33,31 | 100,00 | 174 |
| 3                          | Johann Scherz     | 10:4 | 1993  | 107   | 18,62 | 33,33  | 92  |
| 4                          | Henk Scholte      | 10:4 | 1704  | 105   | 16,22 | 42,85  | 133 |
| 5                          | José Gálvez       | 6:8  | 1612  | 89    | 18,11 | 27,27  | 129 |
| 6                          | Dieter Müller     | 4:10 | 1347  | 98    | 13,74 | 23,07  | 167 |
| 7                          | André Burgener    | 2:12 | 1076  | 112   | 9,60  | 10,00  | 75  |
| 8                          | Giuseppe Tomsich  | 0:14 | 1102  | 143   | 7,70  | –      | 35  |
| Turnierdurchschnitt: 16,41 |                   |      |       |       |       |        |     |